# 1342
| 1342               |
| ------------------ |
| Dødsfald - Fødsler |
|                    |

| Gregoriansk kalender | 1342 MCCCXLII           |
| Ab urbe condita      | 2095                    |
| Armensk kalender     | 791 ԹՎ ՉՂԱ              |
| Kinesiske kalender   | 4038 – 4039 辛巳 – 壬午 |
| Etiopisk kalender    | 1334 – 1335             |
| Jødisk kalender      | 5102 – 5103             |
| Hindukalendere       |                         |
| - Vikram Samvat      | 1397 – 1398             |
| - Shaka Samvat       | 1264 – 1265             |
| - Kali Yuga          | 4443 – 4444             |
| Iransk kalender      | 720 – 721               |
| Islamisk kalender    | 743 – 744               |

Konge i Danmark: Valdemar 4. Atterdag konge af Danmark 1340-1375
Se også 1342 (tal)

## Begivenheder
- 16. juni Aalborg får købstadsprivilegium; skønt byen er noget ældre, regnes denne dato for byens fødselsdag,